# Édouard Desplechin
Pour les articles homonymes, voir Desplechin.
Édouard Desplechin, né le 12 avril 1802 à Lille, mort à Paris le 10 décembre 1871, est un décorateur français de théâtre, l'un des plus renommés de son temps.

## Biographie

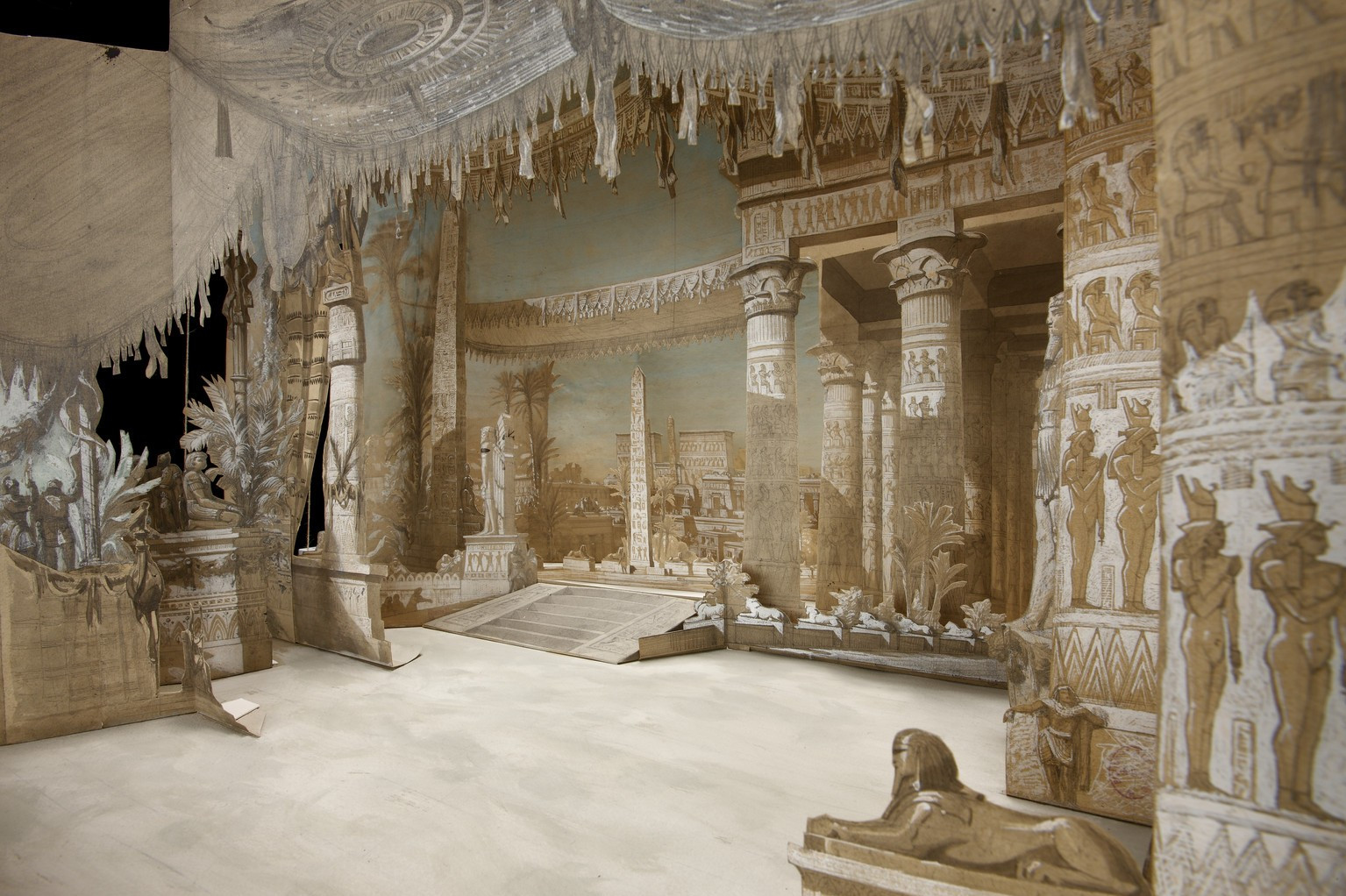
« Le temple d'Isis », maquette de décor en volume pour l'acte III de Moïse en Égypte (Rossini).

Il crée de nombreux décors pour grands opéras et pièces de théâtre de l’époque romantique. Il collabora étroitement avec de grands compositeurs tels que Meyerbeer, Verdi, Gounod et Wagner.
Il a créé notamment les décors de la création parisienne de Tannhäuser
Son atelier fut repris par Eugène Carpezat et Jean-Baptiste Lavastre.

## Élèves
- Jean-Baptiste Lavastre (1834-1891).